# Donnino Ferrari
Donnino Ferrari (Parma, 9 settembre 1739 – Parma, 1817) è stato un architetto italiano.
Fu uno degli allievi prediletti del Petitot, di cui ereditò progetti e disegni. Fu architetto civile durante il governo di Ferdinando di Borbone, che nel 1788 gli affidò la progettazione della nuova facciata e di altri lavori da eseguire nella cappella ducale di San Liborio a Colorno, che terminarono nel 1791. 

In agosto del 1802 venne nominato professore consigliere con voto dell'Accademia di Belle Arti.
Nel periodo del governo francese (1804-1814) ottenne la cattedra di architettura teorica, che conservò fino alla morte. Compì lavori in diverse chiese di Parma, tra cui Santa Maria della Steccata. Nominato architetto imperiale nel 1811, fu incaricato da quell'anno della direzione dei lavori del Palazzo Imperiale di Parma e del Palazzo Ducale di Colorno.
Dopo la restaurazione del Ducato di Parma il ministro Magawly Cerati, designato riordinatore dello Stato dalla duchessa Maria Luigia d’Austria, il 22 dicembre 1815, propose alla duchessa che il Ferrari, avendo ormai raggiunto l'età di 76 anni, venisse messo a riposo e gli fosse concessa una pensione vitalizia di 60 franchi annui.